# Graf DK 46
Graf DK 46 is een oud-Egyptische graftombe in de Vallei der Koningen, die toebehoort aan de zakenman Joeja en zijn vrouw Toeja. Laatstgenoemden waren de ouders van Teje, de eerste vrouw van farao Amenhotep III.
DK 46 werd gebouwd in de 18e dynastie, in opdracht van schoonzoon Amenhotep III. Met name Joeja was van groot belang geweest voor het Oude Egypte, en diende in de tijd van farao Thoetmosis IV als zijn belangrijkste adviseur. Naast Jozef (die overigens door sommigen wordt beschouwd als dezelfde persoon als Joeja) was Joeja de enige persoon in de Egyptische oudheid die de titel Geliefde Vader van de Farao droeg.
In 1905 werd graf DK 46 ontdekt door James E. Quibell, die op zijn beurt werd gesponsord door Theodore M. Davis. Hoewel DK 46 al in de Egyptische oudheid één keer was beroofd, was het graf tot de ontdekking van het graf van Toetanchamon in 1922 het best bewaard gebleven graf dat bekend was. DK 46 ligt tussen de graven van de Ramessiden in.

## Galerij

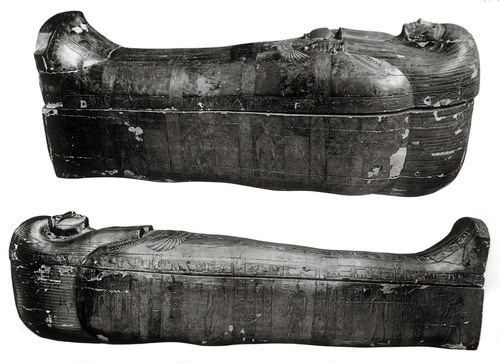
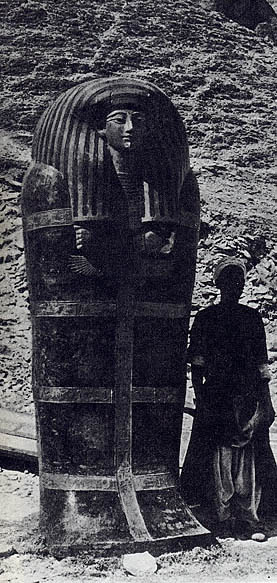